# 休寧県
休寧県（きゅうねい-けん）は中華人民共和国安徽省黄山市に位置する県。

## 行政区画
- 鎮:海陽鎮、斉雲山鎮、万安鎮、五城鎮、東臨渓鎮、藍田鎮、渓口鎮、流口鎮、汪村鎮、商山鎮、月潭湖鎮
- 郷:山斗郷、嶺南郷、渭橋郷、板橋郷、鶴城郷、源芳郷、楡村郷、竜田郷、璜尖郷、白際郷

## 交通

### 鉄道
- 中国鉄路総公司
  - 皖贛線

### 道路
- 高速道路
  - 京台高速道路
  - 杭瑞高速道路
  - 黄浮高速道路
- 国道
  - G205国道